# كفي عراقي
كفى عراقي (31 مايو 1953م)، مغنية ومخرجة تلفزيونية يمنية. 

## حياتها والنشأة
ولدت في عدن، اشتهرت بالغناء العدني قدمت أكثر من 20 أغنية منفردة أشهرها «صبوحة خطبها نصيب» تعلق اسمها بالمطربة المغربية عزيزة جلال بتلك الفترة بسبب الشبه الكبير بينهما عملت كمخرجة تلفزيونية بتلفزيون عدن، اعتزلت بعد الزواج وارتدت الحجاب بعد ذلك وانقطعت أخبارها عن المجال الفني كما أن لها أخت اسمها صفاء عراقي.

## أغانيها
1. أنا أترجاك.
2. ألا يا طير يا الأخضر.
3. الهاشمي.
4. أنت استويت غالي.
5. أهل الهوى.
6. با معك يا حبيبي.
7. حبني ما تحبنيش.
8. صبوحة خطبها نصيب.
9. فين التقينا وشفتك فين.
10. ليه يا بوي.
11. مستحيل أنساك والله مستحيل.
12. مش لوحدك.
13. ملك من هذه الجنينة.
14. من غروب الشمس.
15. شفت ناقش الحنة.
16. هلا يالغالي.
17. يا بن الناس حبيتك.
18. يا رب من له حبيب.
19. يا هل ذا الساكن.